# Gros-Morne (Haiti)
Gros-Morne – miasto na Haiti, w departamencie Artibonite.